# Medaille voor het Gouden Jubileum van Koningin Victoria
De Medaille voor het Gouden Jubileum van Koningin Victoria, ((Engels: "Queen Victoria's Golden Jubilee Medal"), werd in 1887 ingesteld. Koningin Victoria vierde dat jaar dat zij vijftig jaar had geregeerd. De ronde gouden, zilveren of bronzen medaille was 30 millimeter in doorsnee en werd aan een blauw ("garterblue") zijden lint met twee brede witte strepen op de linkerborst gedragen.
Tien jaar later volgde een Medaille voor het Diamanten Jubileum van Koningin Victoria. Diegenen die de Medaille voor het Gouden Jubileum van Koningin Victoria al bezaten ontvingen geen tweede jubileummedaille. In plaats daarvan kregen zij een zilveren gesp die op het lint van de medaille uit 1887 werd geschoven.
De gesp kreeg de vorm van een met dikke kabeltouwen vastgemaakte plank met het jaartal "1897" en een keizerlijke kroon. Aan de zijkant van de gesp zijn twee ogen uitgespaard om de gesp vast te kunnen naaien.
De gouden medaille was voor de Koninklijke Familie en hun gasten bestemd.
Voor de politie werd de bronzen Politiemedaille voor het Gouden Jubileum van Koningin Victoria (Engels: "Queen Victoria's Golden Jubilee Police Medal") ingesteld. Ook deze medaille kreeg in 1897 een gesp, de "Diamond Jubilee Bar" die in dat geval van brons was.
Ook de marineofficieren die betrokken waren bij de reusachtige vlootschouw bij Spithead werden met een medaille gedecoreerd. Op de keerzijde stond de tekst "In Commemoration of the 50th Year of the Reign of Queen Victoria 21 June 1887".